# Dennis van Winden
Dennis van Winden (Delft, 2 december 1987) is een Nederlands voormalig wielrenner die in 2019 reed bij Israel Cycling Academy.

## Belangrijkste overwinningen
2006
Omloop van de Alblasserwaard
2008
2e etappe Giro delle Regioni
1e en 2e etappe Ronde van de Haut-Anjou
Eindklassement Ronde van de Haut-Anjou
2009
Proloog Istrian Spring Trophy
1e etappe Ronde van Bretagne
Proloog Olympia's Tour (ploegentijdrit)
2e etappe Ronde van León
 Nederlands kampioen tijdrijden, Beloften
9e etappe Ronde van de Toekomst

## Resultaten in voornaamste wedstrijden
| Jaar | Ronde van Italië | Ronde van Frankrijk | Ronde van Spanje |
| ---- | ---------------- | ------------------- | ---------------- |
| 2010 |                  |                     |                  |
| 2011 | 120e             |                     |                  |
| 2012 | opgave           |                     | 164e             |
| 2013 |                  |                     |                  |
| 2014 |                  |                     |                  |
| 2015 |                  |                     | 115e             |
| 2016 |                  |                     |                  |
| 2017 |                  |                     |                  |
| 2018 |                  |                     |                  |
| 2019 |                  |                     |                  |

| Jaar | Milaan-San Remo | Gent-Wevelgem | Ronde van Vlaanderen | Parijs-Roubaix | Amstel Gold Race | Luik-Bast.‑Luik | Ronde van Lombardije | Parijs-Tours |  | Wereldranglijsten |
| ---- | --------------- | ------------- | -------------------- | -------------- | ---------------- | --------------- | -------------------- | ------------ |  | ----------------- |
| 2010 |                 |               |                      |                |                  |                 | opgave               |              |  |                   |
| 2011 |                 |               | 26e                  | 88e            |                  |                 |                      |              |  |                   |
| 2012 |                 |               | 81e                  | buit.tijd      |                  |                 |                      | 24e          |  |                   |
| 2013 |                 |               |                      |                |                  |                 |                      |              |  |                   |
| 2014 |                 |               |                      |                |                  |                 |                      |              |  |                   |
| 2015 |                 |               |                      |                |                  |                 | opgave               | 96e          |  | 196e (UWT)        |
| 2016 |                 |               |                      |                |                  | opgave          |                      | 56e          |  |                   |
| 2017 |                 | 77e           |                      |                |                  |                 |                      |              |  |                   |
| 2018 | 134e            |               |                      |                |                  |                 |                      | opgave       |  |                   |
| 2019 |                 |               |                      |                | 73e              |                 |                      |              |  |                   |

## Ploegen
- 2006 –  B&E Cycling Team
- 2007 –  Rabobank Continental Team
- 2008 –  Rabobank Continental Team
- 2009 –  Rabobank Continental Team
- 2010 –  Rabobank
- 2011 –  Rabobank Cycling Team
- 2012 –  Rabobank Cycling Team
- 2013 –  Belkin-Pro Cycling Team [a]
- 2014 –  Belkin-Pro Cycling Team
- 2015 –  Synergy Baku Cycling Project (tot 5-5)
- 2015 –  Team LottoNL-Jumbo (vanaf 6-5)
- 2016 –  Team LottoNL-Jumbo
- 2017 –  Israel Cycling Academy
- 2018 –  Israel Cycling Academy
- 2019 –  Israel Cycling Academy

1. ↑  Tot de Ronde van Frankrijk heette de ploeg Blanco-Pro Cycling Team, maar na het aantrekken van Belkin als hoofdsponsor werd de naam veranderd.